# Osiedle Wileńskie
Osiedle Wileńskie – w przeszłości osada w woj. warmińsko-mazurskim; obecnie osiedle Zalewa. Leży w północnej części miasta przy drodze wojewódzkiej nr 519. 
W roku 1973 jako kolonia Osiedle Wileńskie należało do powiatu morąskiego, gmina i poczta Zalewo.